# (9) Métis
Pour les articles homonymes, voir Métis (homonymie).
(9) Métis est un des plus gros astéroïdes de la ceinture d'astéroïdes. Il est composé de silicates et de nickel ferreux. Il est possible que son noyau soit le reste d'un gros astéroïde qui a été détruit lors d'une ancienne collision. Métis contiendrait un peu moins de 0,5 % de la masse totale de la ceinture d'astéroïdes.

## Découverte et dénomination
Métis a été découvert par l'astronome irlandais Andrew Graham le 25 avril 1848, à l'observatoire Markree dans le comté de Sligo en Irlande ; ce fut sa seule découverte. Ce fut également pendant très longtemps le seul astéroïde découvert depuis le sol irlandais jusqu'au 7 octobre 2008, quand, 160 années plus tard, Dave McDonald de l'observatoire J65 découvrit l'astéroïde 2008 TM9. Son nom vient de Métis, de la mythologie grecque, Titanide et Océanide, fille de Thétys et d'Océanos qui fut la première femme de Zeus et la mère d'Athéna. Zeus la dévora pour qu'elle ne puisse mettre au monde un enfant plus puissant que lui. Le nom Thétis fut également sur la liste mais il fut rejeté (mais sera plus tard dévolu à (17) Thétis).
Les premiers astéroïdes découverts possèdent un symbole astronomique et celui de Métis est .

## Caractéristiques physiques

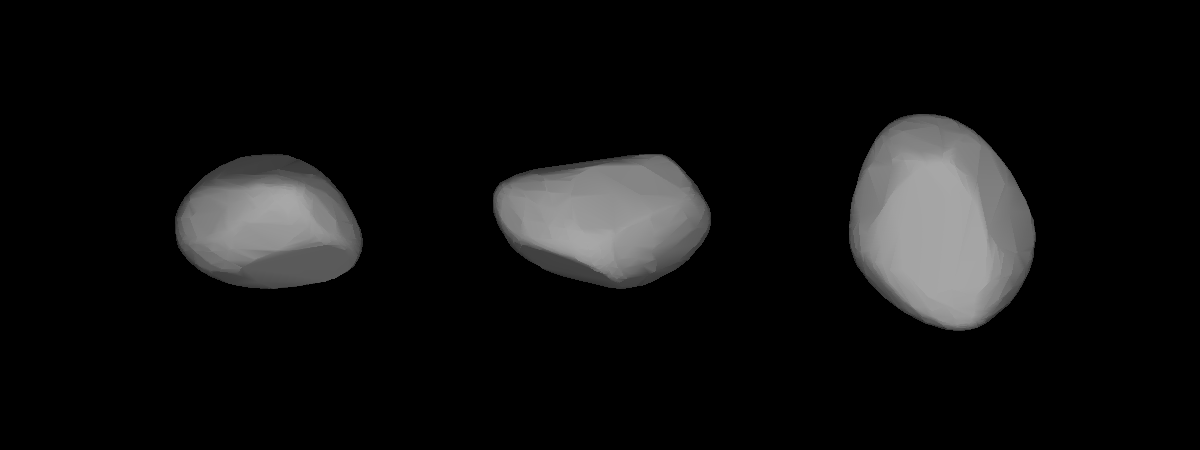
Modèle de (9) Métis en trois dimensions calculé par inversion de la courbe de lumière.

Métis possède un sens de rotation inconnu à l'heure actuelle, en raison de données ambiguës. L'analyse de sa courbe de lumière indique que les points de pôles de Métis seraient soit de coordonnées écliptique (β, λ) = (23°, 181°) ou bien (9°, 359°) avec une incertitude de 10°. Les équivalents en coordonnées équatoriales sont (α, δ) = (12,7 h, 21°) ou bien (23,7 h, 8°). Cela donne une inclinaison axiale de 72° ou 76°, respectivement.
Les photographies prises par le télescope spatial Hubble et les analyses de ses courbes de lumière concordent avec l'affirmation que Métis soit de forme allongée irrégulière avec une pointe et une extrémité large. Les observations radar suggèrent la présence d'une surface plane significative, en accord également avec sa forme modélisée issue des courbes de lumière.
La composition de la surface de Métis a été estimée à 30-40 % de métal avec présence d'olivine et 60-70 % de nickel ferreux.
Les données de la courbe de lumière de Métis ont conduit à l'hypothèse qu'il pourrait être accompagné d'un satellite. Cependant, les observations suivantes n'ont pas confirmé cette hypothèse. Les recherches ultérieures avec le télescope spatial Hubble en 1993 n'ont également détecté aucun satellite.

## Masse
En 2007, Baer et Chesley ont estimé la masse de Métis entre 1,6 et 2,5 × 1019 kg. Cela donnerait à cet astéroïde rocheux une densité d'environ 6 (3,3 à 8,9 g/cm3. Une estimation plus récente de Baer suggère qu'il ait une masse de (1,47 ± 0,20) × 1019 kg. Métis semble être plus dense que la plupart des autres astéroïdes d'un diamètre proche de 200 km. Cela peut soutenir la théorie selon laquelle Métis serait le noyau résiduel d'un grand astéroïde qui a évolué et pour lequel 90 % de la masse initiale a été perdue.
Métis est passé à 0,034 UA, ou 5 000 000 km, de Vesta le 19 août 2004.

## Famille de Métis
Métis était autrefois considéré comme un membre d'une famille d'astéroïdes connue sous le nom de famille de Métis, mais des recherches plus récentes sur les familles importantes d'astéroïdes ne reconnaissent pas un tel groupe, ni aucun groupe évident après inspection visuelle des diagrammes d'éléments orbitaux dans le voisinage proche de Métis.
Cependant, une analyse spectroscopique a trouvé de fortes similitudes spectrales entre Métis et (113) Amalthée, et il est possible que ces astéroïdes puissent être des restes d'une très vieille (d'au moins ~1 Ga) famille dynamique dont les plus petits membres ont été pulvérisés par des collisions ou expulsés loin de leur voisinage. Le corps parent putatif a un diamètre estimé à 300 à 600 km (environ la taille de (4) Vesta) et était différencié. Métis serait le reste relativement intact du cœur et Amalthée un fragment du manteau. Par coïncidence, Métis et Amalthée ont deux homonymes parmi les lunes intérieures de Jupiter.

## Occultations
En 1984, une occultation d'une étoile a produit sept cordes que Kristensen a exploitées pour créer un profil ellipsoïdal de 210 × 170 km. Le 6 août 1989, Métis a occulté une étoile de magnitude 8,7 produisant cinq cordes suggérant un diamètre de 173,5 km. Les observations d'une occultation le 11 février 2006 ont produit seulement deux cordes indiquant un diamètre minimum de 156 km. Ces trois occultations sont compatibles avec l'ellipsoïde de 222 × 182 × 130 km proposé par Baer.
Le 7 mars 2014, Métis a occulté l'étoile HIP 78193 (de magnitude 7,9) depuis certaines régions de l'Europe et du Moyen-Orient.

## Sources